# 函館海上保安部
函館海上保安部（はこだてかいじょうほあんぶ、英称 : Hakodate Coast Guard Office）は、北海道函館市に所在する海上保安庁第一管区海上保安本部の海上保安部。

## 概要
昭和23年5月1日に海上保安庁が創設されたのに伴い、北海道一円海域を管轄するため、小樽海上保安本部(後に第一管区海上保安本部に改称)が設置され、下部組織として同日付、函館海上保安部 総務課 警備救難課の二課体制で発足した。 
函館税関の一部を借用して部長以下9名の陸員と巡視艇1隻（船員5名）業務を開始した。
太平洋戦争及び朝鮮戦争時の機雷が老朽腐食等々により昭和26年からその一部が津軽海峡に流入したため、青函連絡船は夜間の運航を中止にいたることになった。
函館海上保安部では機雷対策として、 青函連絡船に海上保安官(機雷処分員)を警乗させて機雷の監視に当たるとともに、巡視船による特別警戒、白神岬に機雷探知所を設置した。
昭和50年代に入りベレンコ中尉亡命事件が発生し、ソ連の活動に対する海上厳戒体制配備を敷いた。

## 所在地
- 函館海上保安部 - 〒040-0061 北海道函館市海岸町24-4
- 江差海上保安署 - 〒043-0041 北海道檜山郡江差町字姥神町167番地
- 瀬棚海上保安署 - 〒049-4821 北海道久遠郡せたな町瀬棚区三本杉30番地

## 組織
- 部長
  - 次長
    - 管理課
    - 警備救難課
    - 交通課
    - 江差海上保安署
    - 瀬棚海上保安署

## 巡視船艇

### 巡視船艇
【出典】 

#### 巡視船
- つがる PLH-02（函館海上保安部）
- おくしり PM-39（函館海上保安部）
- かむい PS-05（江差海上保安署）

#### 巡視艇
- ゆきぐも PC-117（函館海上保安部）
- すずらん CL-170（函館海上保安部）
- あかしあ CL-97（瀬棚海上保安署）